# Haworthia pumila
Haworthia pumila är en grästrädsväxtart som först beskrevs av Carl von Linné, och fick sitt nu gällande namn av Henri Auguste Duval. Haworthia pumila ingår i släktet Haworthia och familjen grästrädsväxter. Inga underarter finns listade i Catalogue of Life.

## Bildgalleri

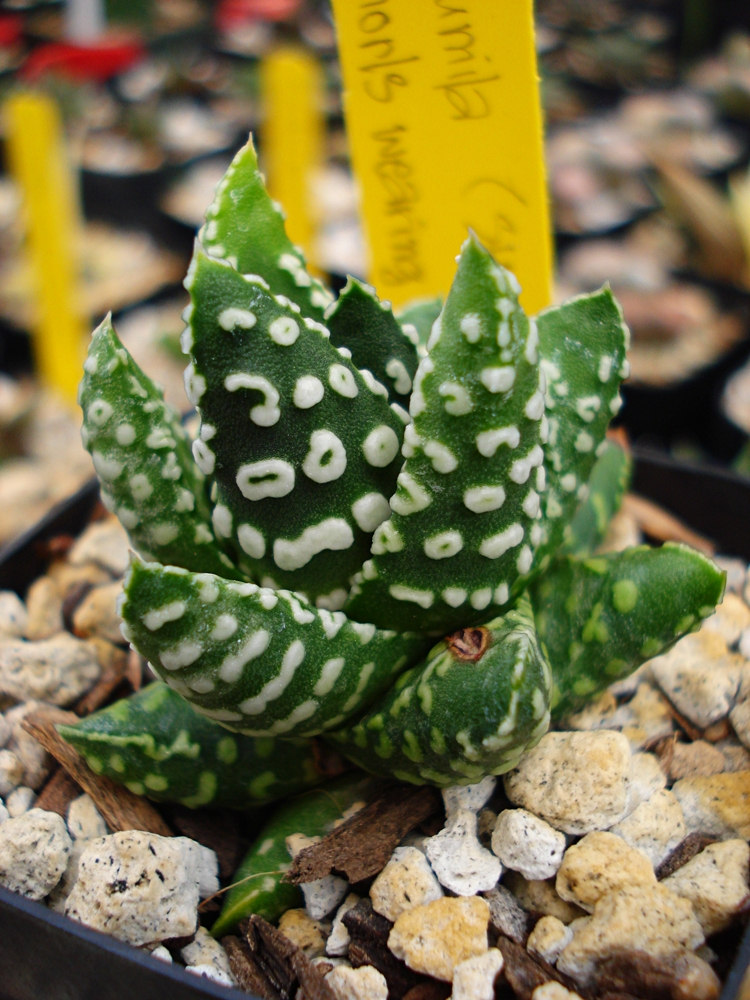
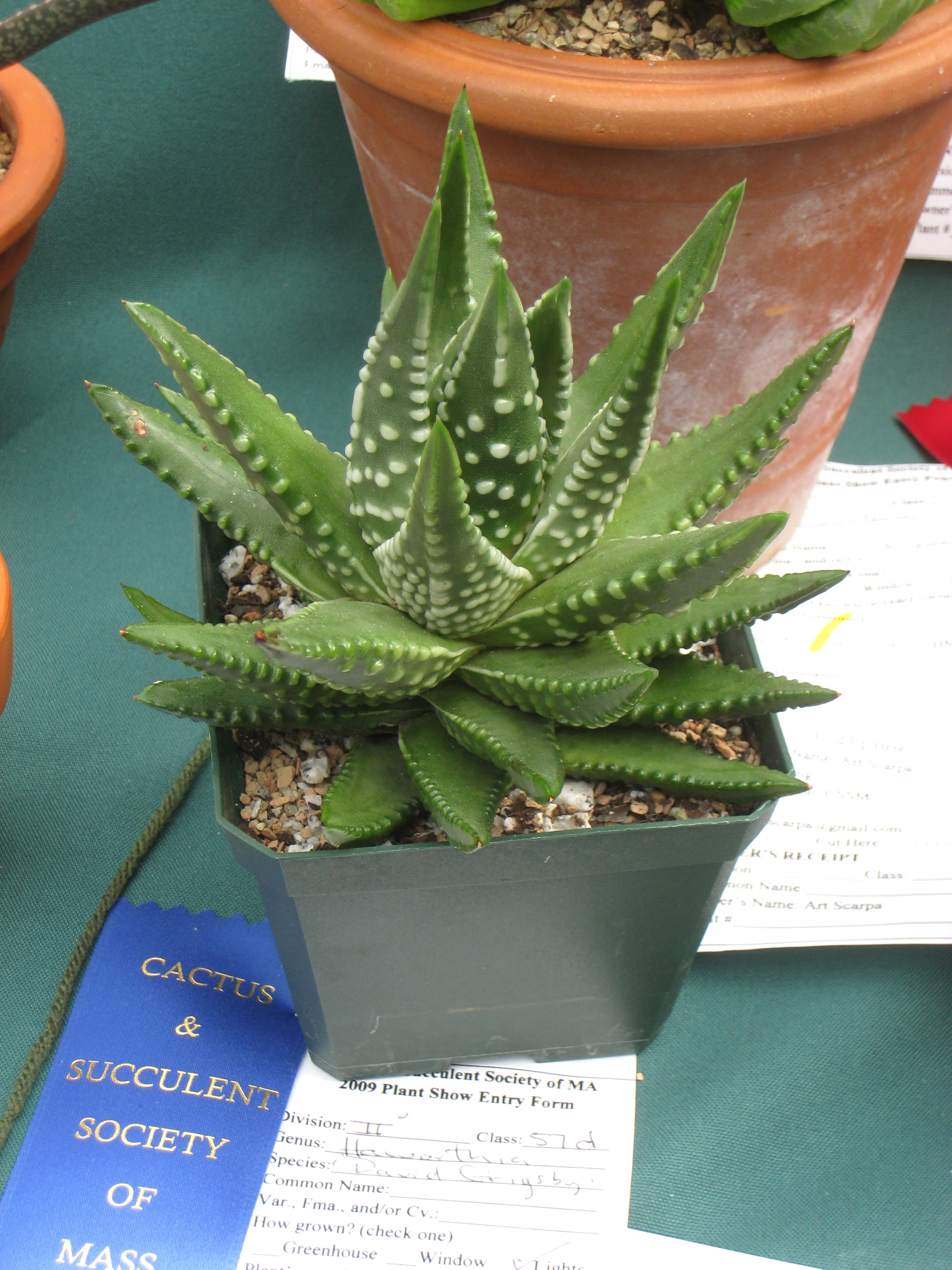
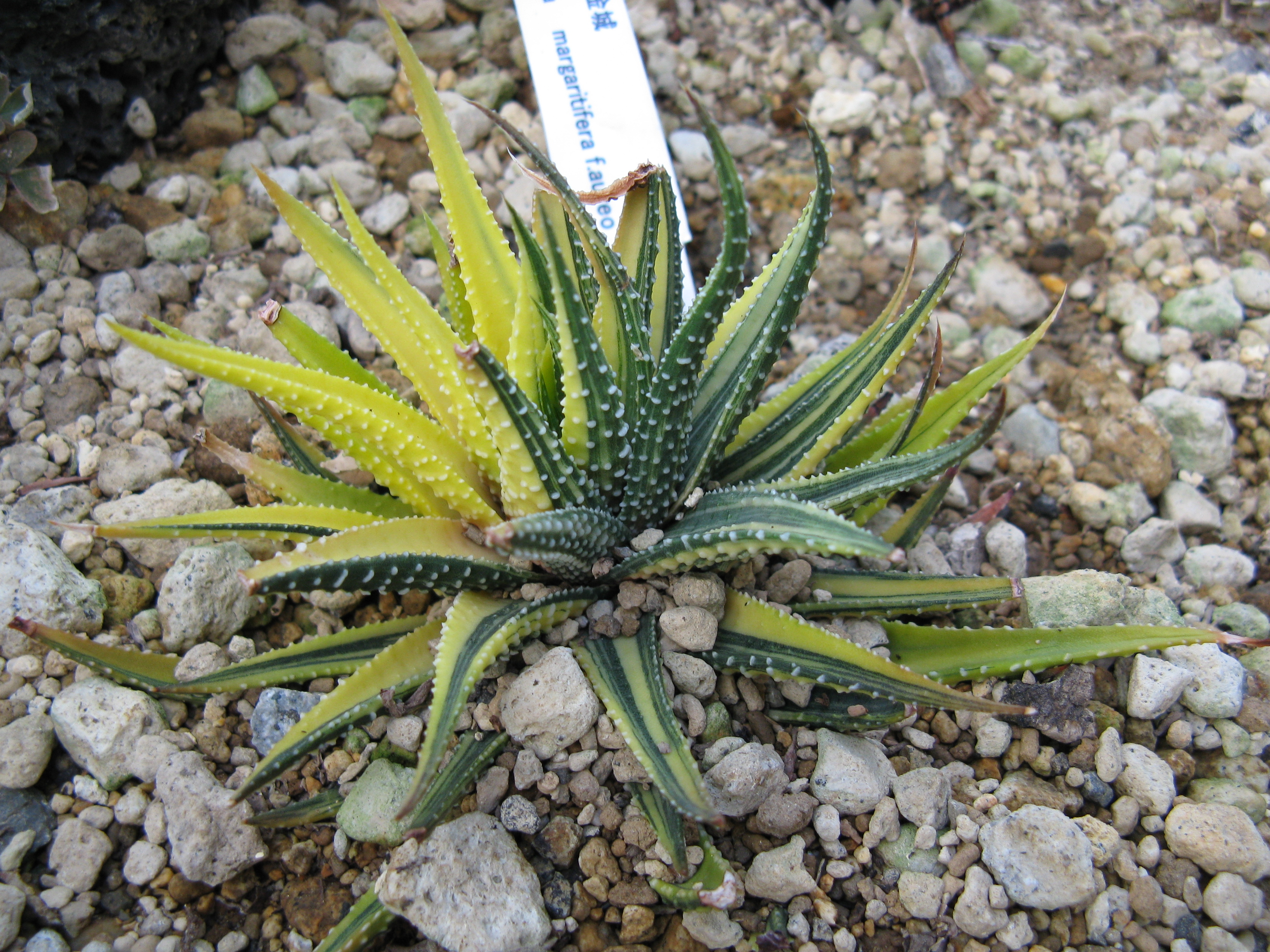
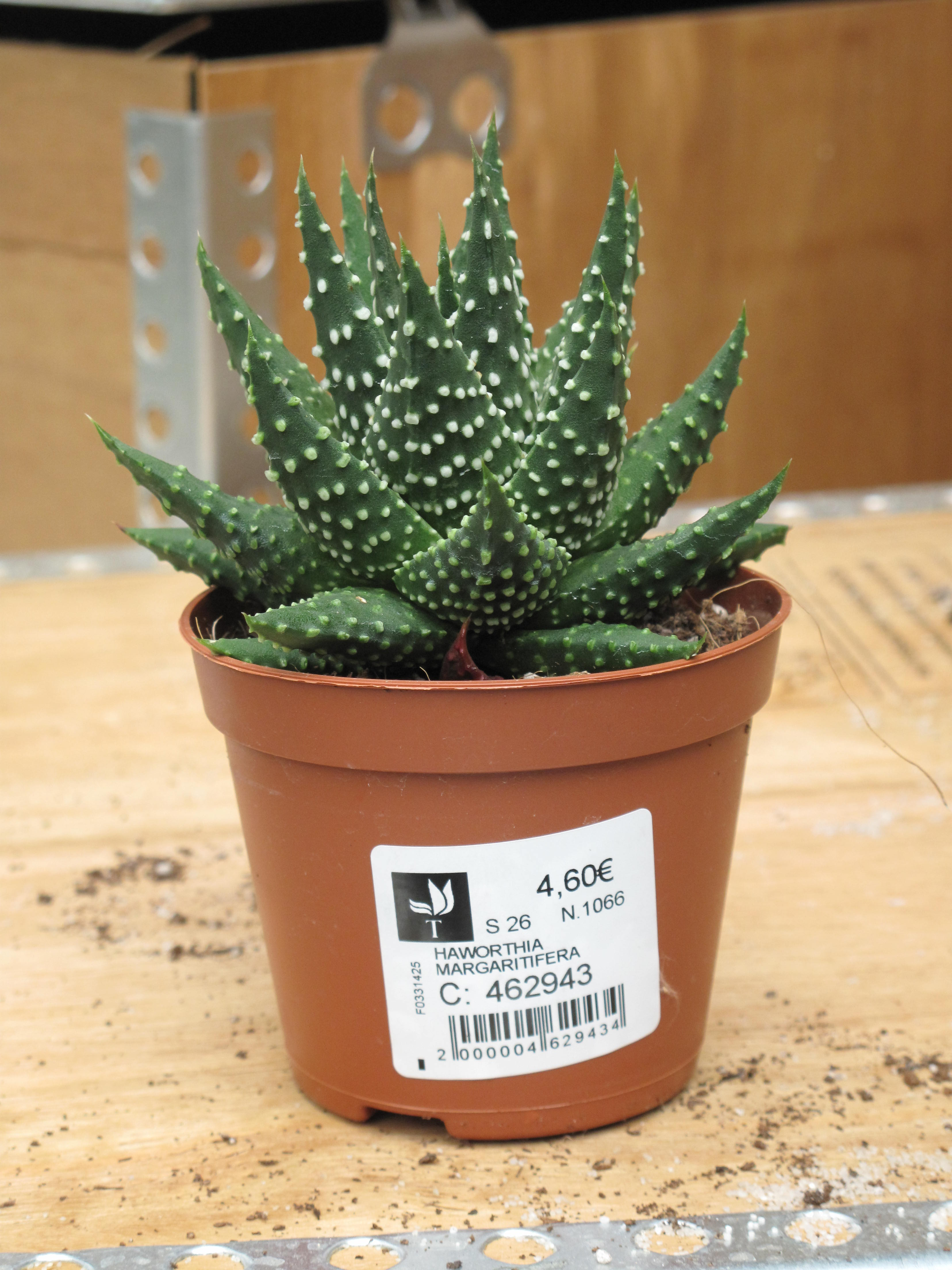